# 許元奎
許元奎（1471年—？），字文華，浙江杭州府海寧縣人，明朝政治人物。

## 生平
弘治十四年（1501年）辛酉科浙江鄉試第七名舉人。弘治十五年（1502年）聯捷壬戌科會試第二十三名，二甲第八十四名進士。

## 家族
曾祖許性，刑部郎中；祖父許英；父許天澤，母郭氏。具庆下。弟元壁。